# Oekraïens alfabet
Het Oekraïense alfabet (абе́тка abetka, áзбука azboeka, алфаві́т alfavit) is het officiële schriftsysteem van het Oekraïens. Het is een variant van het cyrillisch en stamt af van het oudcyrillisch, dat in de 9e eeuw werd ontworpen voor de eerste Slavische schrijftaal, het Oudkerkslavisch. Vanaf de 10e eeuw werd het cyrillisch in het Kievse Rijk ook gebruikt voor het Oudoostslavisch, waaruit zich later het Russisch, Wit-Russisch, Oekraïens en Rusinisch zouden ontwikkelen. 
De Oekraïense naam abetka is afgeleid van de eerste twee letters van het alfabet, а en б. Hetzelfde geldt ook voor de meer archaïsche naam azboeka, afgeleid van de oudcyrillische letternamen azŭ en buky. Het hedendaagse Oekraïense alfabet heeft in totaal 33 letters, evenveel als het Russische alfabet, maar niet identiek daaraan: het Oekraïens kent vier letters die niet in het Russisch voorkomen (ґ, є, і, ї), terwijl de Russische letters ё, э, ы en ъ in het Oekraïens ontbreken. 
Het alfabet bestaat uit 21 medeklinkers, 10 klinkers, 1 halfklinker en 1 zacht teken. Naast deze 33 letters heeft binnen de Oekraïense spelling ook de apostrof een functie die te vergelijken is met die van het Russische harde teken ъ, maar in tegenstelling daartoe geen plaats heeft in het alfabet.
Hoewel er in de jaren 1798-1905 tientallen ontwerpen voor een Oekraïens standaardalfabet zijn geweest, werd uiteindelijk pas in 1928 voor het eerst een uniforme Oekraïense orthografie vastgesteld, die informeel Skrypnykivka wordt genoemd naar de toenmalige verantwoordelijke minister, Mykola Skrypnyk. Ook zijn er, met name in de 19e eeuw, pogingen ondernomen om het Latijnse alfabet in te voeren in plaats van het cyrillisch, maar deze zijn nooit succesvol geweest. Wel bestaan er diverse romanisatiesystemen, die bedoeld zijn om Oekraïense namen leesbaar te maken voor mensen die het cyrillische schrift niet kunnen lezen. Daarbij gaat het zowel om transliteratie- als om transcriptiesystemen.

## Letters
| Positie       | 1 | 2 | 3 | 4 | 5 | 6 | 7 | 8 | 9 | 10 | 11 | 12 | 13 | 14 | 15 | 16 | 17 | 18 | 19 | 20 | 21 | 22 | 23 | 24 | 25 | 26 | 27 | 28 | 29 | 30 | 31 | 32 | 33 |
| Hoofdletter   | А | Б | В | Г | Ґ | Д | Е | Є | Ж | З  | И  | І  | Ї  | Й  | К  | Л  | М  | Н  | О  | П  | Р  | С  | Т  | У  | Ф  | Х  | Ц  | Ч  | Ш  | Щ  | Ь  | Ю  | Я  |
| Kleine letter | а | б | в | г | ґ | д | е | є | ж | з  | и  | і  | ї  | й  | к  | л  | м  | н  | о  | п  | р  | с  | т  | у  | ф  | х  | ц  | ч  | ш  | щ  | ь  | ю  | я  |

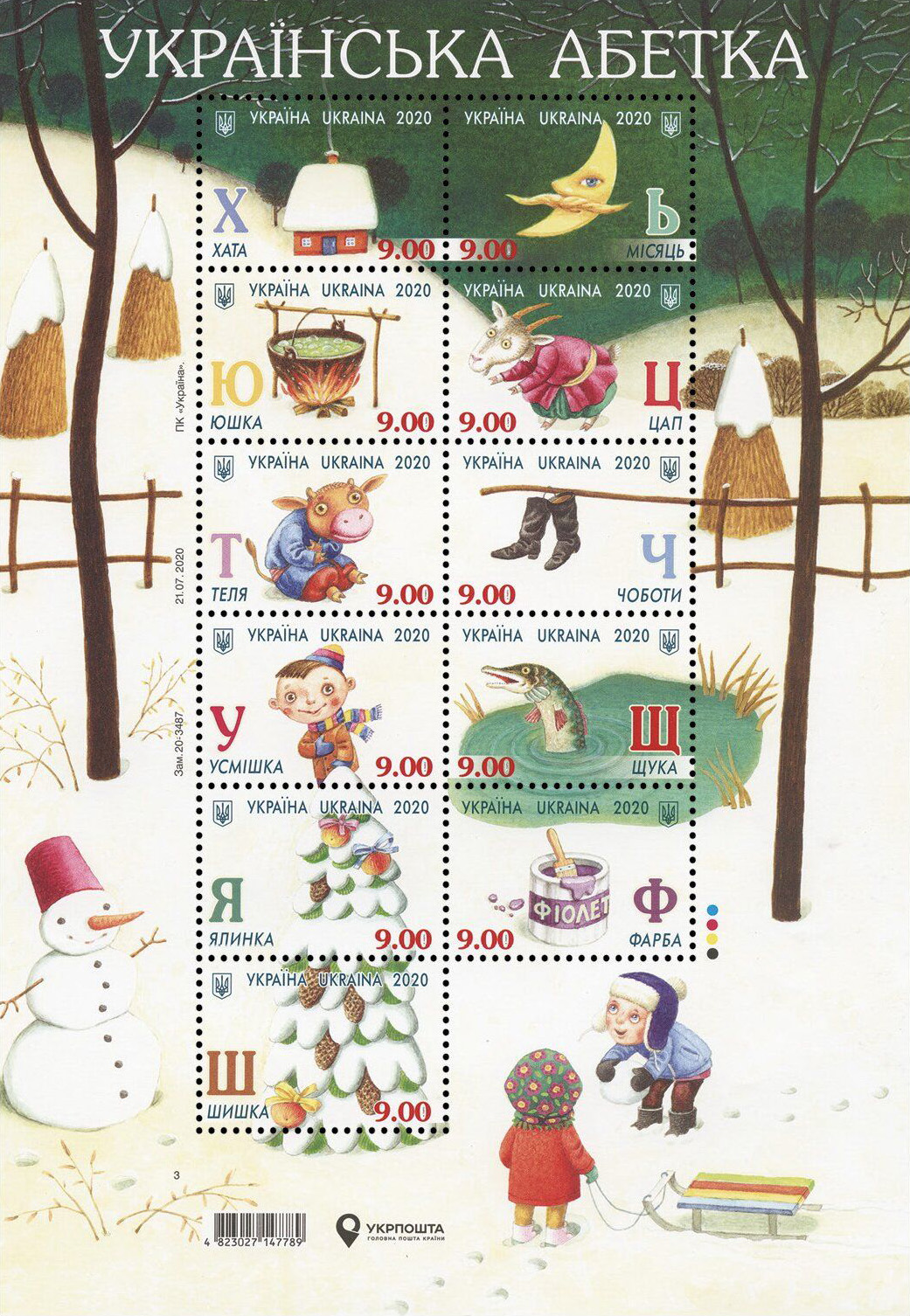
Oekraïense postzegels uit 2020 met afbeeldingen uit een Oekraïens abecedarium

Het Oekraïense alfabet bestaat uit 33 letters, die bij elkaar 48 fonemen vertegenwoordigen, het hoogste aantal van alle Slavische talen. Het bevat 21 medeklinkers (б, в, г, ґ, д, ж, з, к, л, м, н, п, р, с, т, ф, х, ц, ч, ш, щ), tien klinkers (а, е, є, и, і, ї, о, у, ю, я), één halfklinker (й) en het zachte teken (ь), dat van 1932 tot 1990 op de laatste plaats van het alfabet (na de letter я) stond, maar in 1990 op haar huidige plek (tussen щ en ю kwam te staan.
De Oekraïense spelling is hoofdzakelijk gebaseerd op het fonemische principe, met andere woorden: elke letter komt overeen met één foneem. De Oekraïense spelling kent echter ook gevallen waarin semantische, morfologische of historische principes worden gehanteerd. Zo vertegenwoordigt het zachte teken ь geen foneem, maar dient het om aan te geven dat de voorgaande alveolaire medeklinker (д, з, л, н, р, с, т, ц, дз) zacht (gepalataliseerd) moet worden uitgesproken. Daarnaast komt in sommige woorden ook een harde tegenhanger voor in de vorm van een apostrof; deze wordt echter niet als letter beschouwd en heeft daarom geen plaats in het alfabet. 
Palatalisatie vindt niet uitsluitend plaats voor een zacht teken, maar ook automatisch wanneer een medeklinker wordt gevolgd door een "zachte" klinker (є, і, ю, я), die dus feitelijk als plaatsvervanger dient voor een van de niet-bestaande combinaties *ье, *ьи, *ьу, *ьа. Wanneer palatalisatie voor zo'n klinker juist moet worden voorkomen, wordt de apostrof ’ gebruikt (in dat opzicht speelt ze een soortgelijke rol als de apostrof in het Nederlandse woord "piano’s", namelijk het voorkomen van een verkeerde uitspraak). Dit gebruik van de apostrof komt ook voor in het Wit-Russisch, terwijl het Russisch in dergelijke gevallen het harde teken ъ gebruikt (bijvoorbeeld: Oekr. об’єкт, ?. аб’ект, Russ. объект "object"). Ook wordt de apostrof soms aangetroffen na een labiale medeklinker, omdat die in het Oekraïens geen gepalataliseerde tegenhanger kent, bijvoorbeeld in het woord ім’я "naam". Ten slotte komt de apostrof ook voor in transliteraties uit het Latijnse schrift: Кот-д’Івуар "Côte d’Ivoire", О’Тул "O'Toole". 
Er zijn meer uitzonderingen op het principe van 1 letter = 1 klank. Sommige letters vertegenwoordigen meerdere fonemen. Dat geldt bijvoorbeeld voor de letter щ /ʃt͡ʃ/, alsook voor de klinkers ї /ji/, є /jɛ/, ю /ju/ en я /jɑ/ wanneer deze niet worden voorafgegaan door een gepalataliseerde medeklinker. Aan de andere kant kent het Oekraïens ook de digrafen дз en дж, die juist wel één foneem vertegenwoordigen, respectievelijk de affricaten /d͡z/ en /d͡ʒ/. 
In vergelijking met andere cyrillische alfabetten lijkt het moderne Oekraïense alfabet het meest op die van de andere Oost-Slavische talen (Russisch, Wit-Russisch en Roetheens). Het heeft de twee oudcyrillische klinkers і en и behouden voor de klanken /i/ en /ɪ/, evenals de twee historische vormen е en є. Daarnaast zijn er twee letters die uniek zijn voor het Oekraïense alfabet:
- ґ — een weinig gebruikte letter, die staat voor de velaire plofklank /g/. De "gebruikelijke" letter г wordt uitgesproken als een stemhebbende glottale fricatief, /ɦ/, die meestal als h wordt getranslitereerd. De letter ґ komt nagenoeg alleen voor in leenwoorden en toponiemen.
- ї — uitgesproken als /ji/ of /jɪ/.

## Geschiedenis

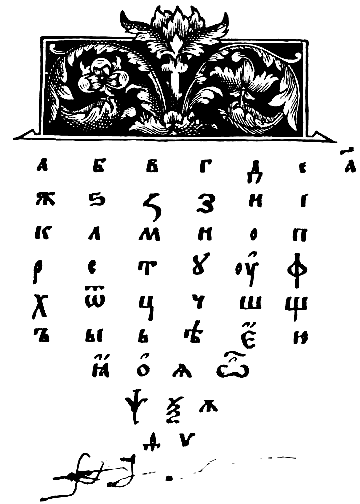
De eerste bladzijde van het abecedarium van Ivan Fjodorov (Lviv, 1574)

### Ontwikkeling van het cyrillisch
Het cyrillische schrift is in de 9e eeuw in het Eerste Bulgaarse Rijk ontworpen voor het Oudkerkslavisch. Het is vernoemd naar Cyrillus van Saloniki, die eerder samen met zijn broer Methodius het glagolitische alfabet had gemaakt. Het cyrillisch was grotendeels gebaseerd op het Griekse unciaalschrift, met enkele aangepaste glagolitische letters voor klanken die in het Grieks ontbraken. Ook bevatte het schrift enkele letters die vrijwel uitsluitend werden gebruikt voor Griekse woorden, dan wel nodig waren vanwege hun numerieke waarde: ѳ (fita), ѡ (omega), ѱ (psi), ѯ (ksi), ѵ (izjitsa).
Tegen het einde van het eerste millennium werd in het Kievse Rijk, met de komst van het christendom en het Oudkerkslavisch, ook het oudcyrillisch ingevoerd. Het werd enigszins aangepast aan de taal die er destijds werd gesproken, het Oudoostslavisch. Sindsdien ontstond er echter een groeiende discrepantie tussen de volkstaal en de liturgische taal Kerkslavisch. Bovendien was het schrift van laatstgenoemde taal vanwege de invloed van het Grieks en het Zuid-Slavisch onnauwkeurig en moeilijk te leren. Naarmate de gesproken taal zich geleidelijk ontwikkelde tot het hedendaagse Oekraïens, Wit-Russisch en Russisch, ontwikkelde zich ook het alfabet. 
Hoewel het gesproken Oekraïens een lange, onafgebroken geschiedenis heeft, zitten er in de geschiedenis van de schrijftaal twee belangrijke breuklijnen. Van enorme invloed op het Kerkslavisch en de latere ontwikkeling van het Oekraïense alfabet was het werk Грамматіки славєнскиѧ правилноє Сvнтаґма ("Correcte syntaxis van de Slavische grammatica") uit 1619 van Meletij Smotrytsky, waarin hij onder meer het gebruik van de letters я, e en ґ vastlegde. Eveneens van grote invloed was de invoering 1708 van het zogenaamde "burgerschrift" (Russisch: гражданский шрифт) door Peter I van Rusland. In deze specifiek voor niet-religieus gebruik gecreëerde versie van het cyrillisch leken de letters meer op die van het Latijnse alfabet en werden enkele archaïsche letters (zoals Ѯ, Ѱ, Ѡ en Ѧ) en nagenoeg alle diakritische tekens afgeschaft. Onder invloed van dit schrift zou in de 19e eeuw in Galicië het Oekraïense alfabet Maksymovytsjivka (Oekr. максимовичівка) van Mychajlo Maksymovytsj tot stand komen, evenals een latere vorm daarvan, Pankevytsjivka (Oekr. панкевичівка) genaamd, die in licht aangepaste vorm nog steeds wordt gebruikt voor het Karpato-Roetheens.

### Negentiende-eeuwse hervormingen

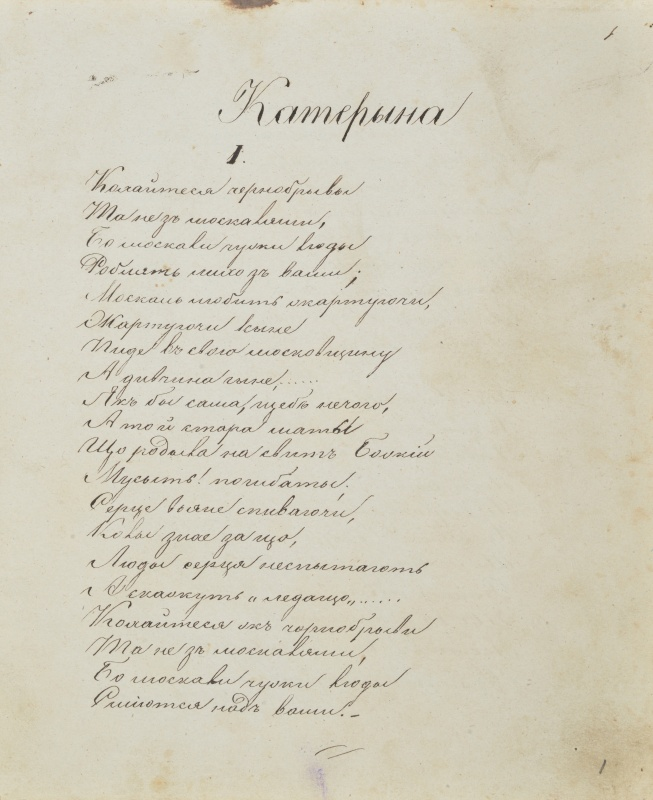
Het gedicht Kateryna van Taras Sjevtsjenko uit 1839, geschreven in de Jaryzjka-orthografie

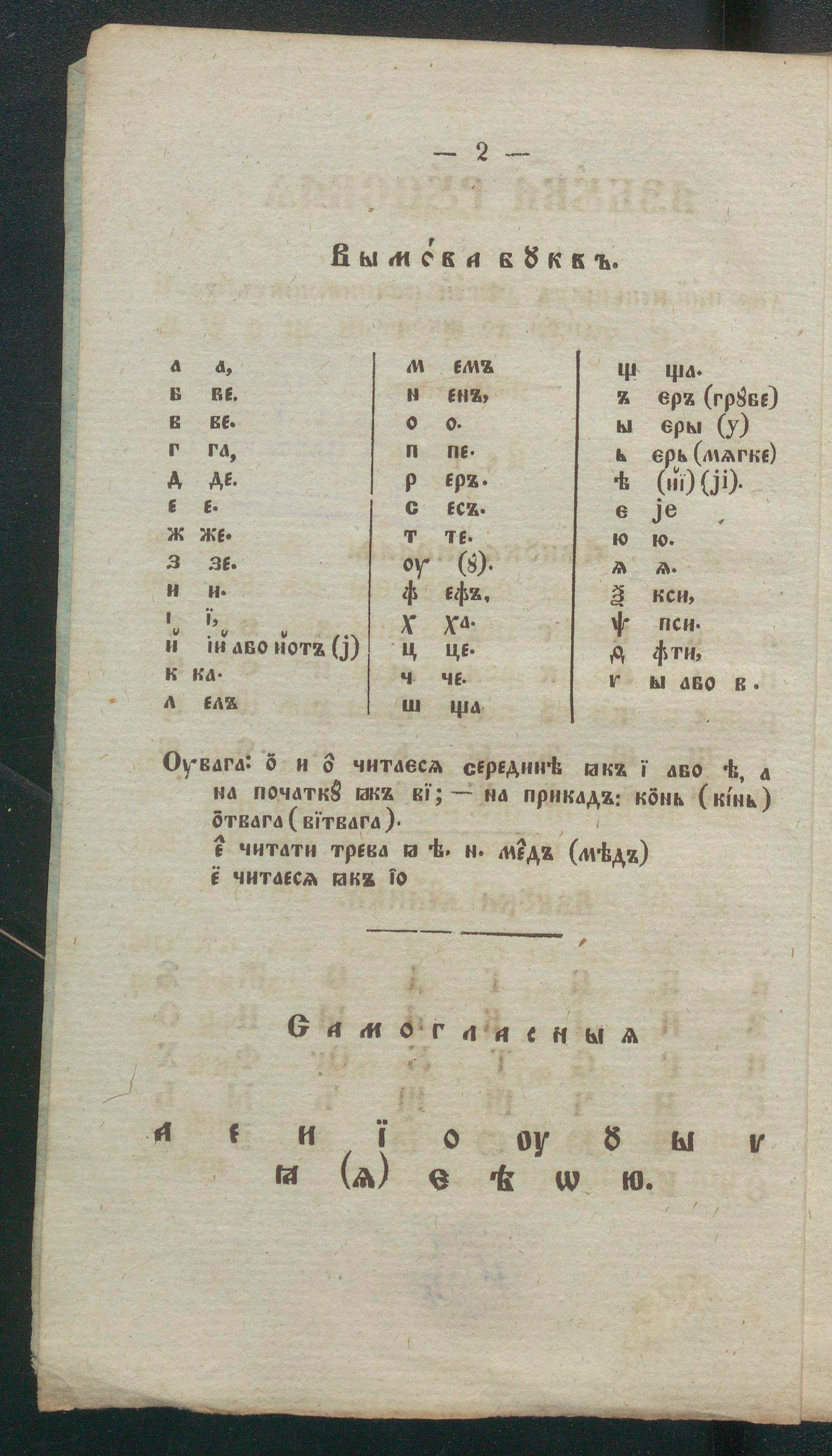
Een leerboek voor kleine kinderen uit 1849 van Josif Levitsky, met daarin onder andere de letters ѧ (ja), ö (equivalent van de Slowaakse letter ô), ё (jo) en ѯ (ks)

Als reactie op de moeilijk hanteerbare etymologische letters werden in de 19e eeuw pogingen ondernomen om een meer op het Oekraïens toegespitste, fonemische spelling in te voeren, mede onder invloed van het Servische cyrillisch van Vuk Karadžić. De belangrijkste zijn:
- Koelisjivka (Кулішівка) van de schrijver Pantelejmon Koelisj, gebruikt in diens "Notities over Zuid-Roes" (Oekr. Записи про Південну Русь) en "Hramatka" (Граматка), beide uit 1857,
- Drahomanivka (Драгоманівка), voorgesteld in de jaren 1870 door Mychajlo Drahomanov. In dit voorstel worden de letters щ, й, є, ї, ю en я afgeschaft en vervangen door respectievelijk шч, ј, је/ье, јі, ју/ьу en ја/ьа.[4]
- Zjelechivka (Желехівка) uit 1886 van Jevhen Zjelechivsky, waarin de Oekraïense letters ї (ji) en ґ (g) werden vastgelegd.

De Oekraïense nationale wedergeboorte in de tweede helft van de 19e en de eerste decennia van de 20ste eeuw leidde tot veel literaire en academische activiteit, zowel binnen tsaristisch Rusland als in Galicië, dat destijds door Oostenrijk werd bestuurd. De door Polen gedomineerde Galicische regering wilde voor het Oekraïens een versie van het Latijnse alfabet invoeren, maar dit leidde tot heftig verzet onder Oekraïense intellectuelen en zou leiden tot de zogenoemde Alfabetoorlog (Oekr. Азбучна війна), die uiteindelijk door het cyrillisch werd gewonnen. Overigens verzetten conservatieve Oekraïense facties (de zgn. Oudroethenen en russofielen) zich al evenzeer tegen publicaties waarin een zuiver Oekraïense orthografie werd bepleit.
Binnen het Russische Keizerrijk hadden voorgestelde spellingshervormingen ernstig te lijden onder het periodieke verbod op publicaties en voorstellingen in het Oekraïens. Vooral berucht is de oekaze van Ems uit 1876, op grond waarvan de spelling Koelisjivka werd verboden en tot 1905 een op het Russisch gebaseerde spelling (Jaryzjka, genoemd naar de Russische letter jery) werd afgedwongen. Daarna kwam het Koelisjivka terug in Oekraïense publicaties, om in 1914 opnieuw te worden verboden. Aan dat verbod kwam pas een einde dankzij de Februarirevolutie.
In 1893 werd in Galicië het Zjelechivka als officiële spelling ingevoerd en na de Russische Revolutie werd deze ook in Oost-Oekraïense publicaties gebruikt. Ten tijde van de Oekraïense Volksrepubliek en het Hetmanaat werden in de jaren 1918 en 1919 officiële Oekraïense orthografieën aangenomen en werd er veel in het Oekraïens gepubliceerd. In 1920 en 1921 werden deze bekrachtigd door de bolsjewistische regering.

### Oekraïnisatie en russificatie in de Sovjet-Unie
De jaren 1920 waren in de Oekraïense Socialistische Sovjetrepubliek een periode van oekraïnisatie. In 1925 werd een commissie ingesteld ter regulering van de Oekraïense spelling en van 26 mei tot 6 juni 1927 vond over dit onderwerp in Charkiv een internationale conferentie plaats. Tijdens deze conferentie werden een gestandaardiseerde spelling en een methode voor de transliteratie van vreemde woorden vastgesteld. Deze spelling, een compromis tussen voorstellen uit de Galicische en de sovjetperiode, staat thans bekend onder de naam "Oekraïense orthografie van 1928" (Oekr. Український правопіс 1928) en wordt in de volksmond ook wel Skrypnykivka (Oekr. Скрипниківка) genoemd naar de Oekraïense volkscommissaris van onderwijs, Mykola Skrypnyk. Dit was de eerste Oekraïense orthografie die algemeen werd aanvaard.
Aan de oekraïnisatie kwam rond 1930 onder het bewind van Jozef Stalin een bruusk einde, mede omdat de weerstand op het platteland tegen de gedwongen collectivisatie aan Oekraïense nationalisten werd toegeschreven. De eerder ingevoerde spellingshervormingen werden in 1933 teruggedraaid en er werden decreten uitgevaardigd die de spelling van het Oekraïens dichter bij die van het Russisch moesten brengen. Skrypnyk zelf, wiens hervormingen inmiddels als "nationalistische aberraties" werden betiteld, pleegde zelfmoord om te voorkomen dat hij in een showproces zou worden veroordeeld en vervolgens zou worden geëxecuteerd of gedeporteerd. De Oekraïense letter ґ en diverse fonetische combinaties werden verboden, terwijl vormen van Russische herkomst werden ingevoerd. In 1936 werd in Kiev een nieuwe Oekraïense orthografie gepubliceerd, met latere herzieningen in 1945 en 1960. Deze spelling wordt soms Postysjivka (Oekr. Постишівка) genoemd, naar de stalinistische functionaris onder wiens toezicht de oekraïnisatie ongedaan werd gemaakt, Pavel Postysjev. 
In de tussentijd bleven de Oekraïners in Galicië (inmiddels deel van de Republiek Polen) en binnen de Oekraïense diaspora de Skrypnykivka-spelling gebruiken.

### Onafhankelijkheid
In 1986 werd in de Sovjet-Unie tijdens de perestrojka een nieuwe commissie samengesteld om de spelling van het Oekraïens te herzien. In deze herziene versie, die in 1990 werd gepubliceerd, werd de letter ґ opnieuw ingevoerd. Ook werd de alfabetische volgorde van de letters veranderd: het zachte teken ь werd overgeheveld van de laatste plaats naar de positie voor de letter ю. Aanleiding was een voorstel van L.M. Ivanenko van het V.M. Hloesjkov Instituut voor Cybernetica; deze maatregel zou namelijk het sorteren van Oekraïense en Wit-Russische tekst moeten vergemakkelijken.
Op 21 mei 2019 keurde de Oekraïense regering een nieuwe versie van de Oekraïense orthografie goed, die was voorgesteld door de Oekraïense Nationale Commissie voor Orthografische Vraagstukken. In deze nieuwe uitgave werden enkele eigenschappen van de orthografie uit 1928 in ere hersteld. Gelijktijdig liet de commissie zich leiden door het besef dat de praktijk van de tweede helft van de 20e eeuw en het begin van de 21e eeuw inmiddels deel waren geworden van de Oekraïense traditie.

De 'vaders' van het Oekraïense schrift
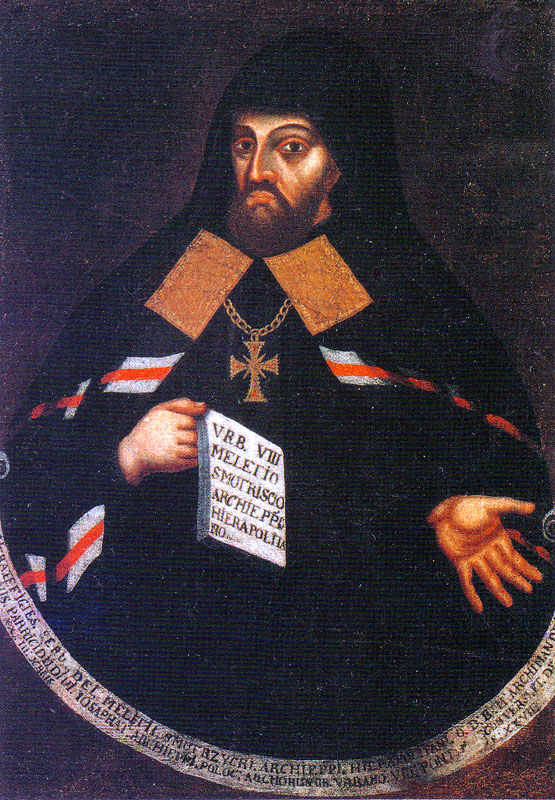
Meletij Smotrytsky (1577–1633)
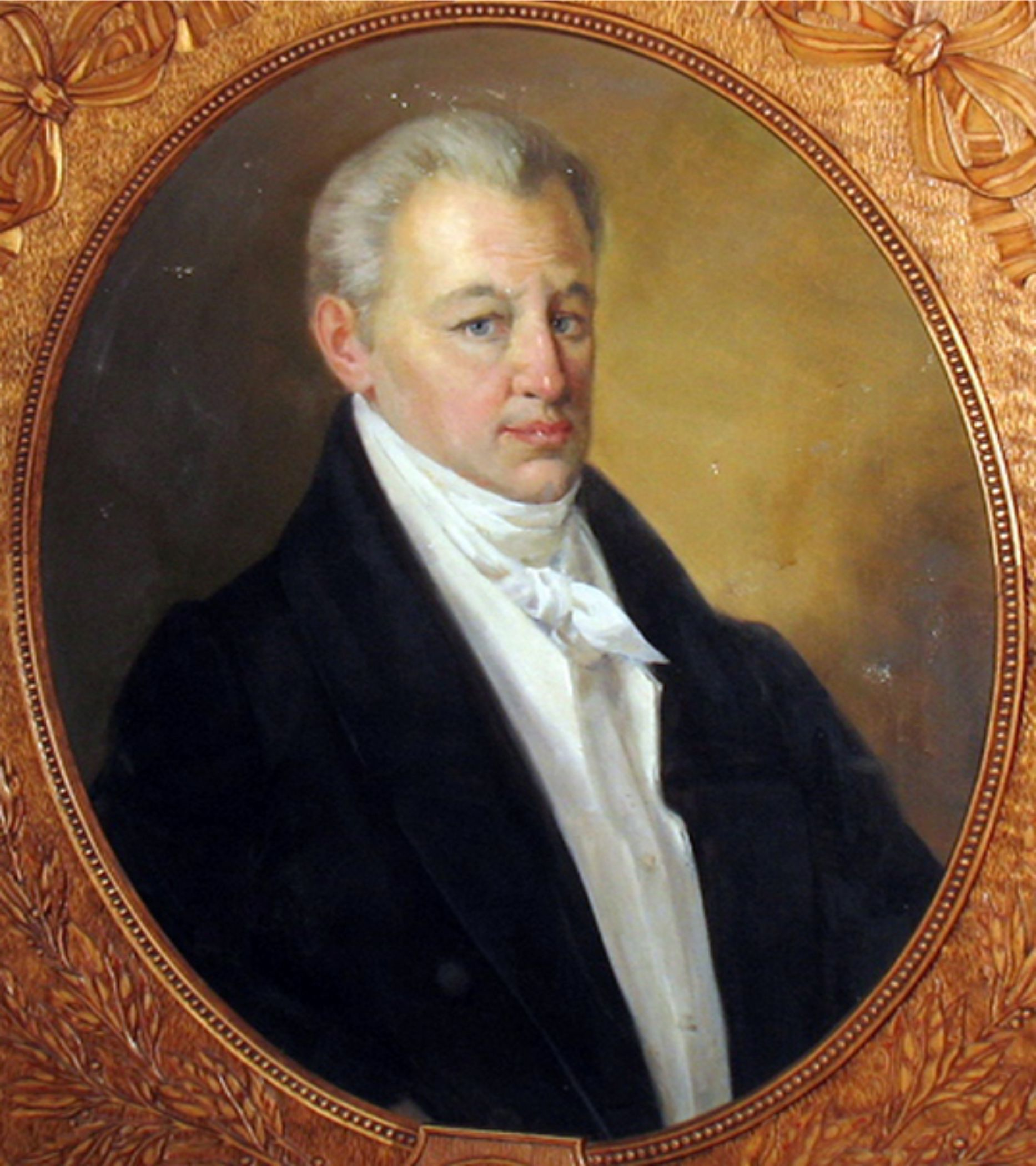
Ivan Kotljarevsky (1769–1838)
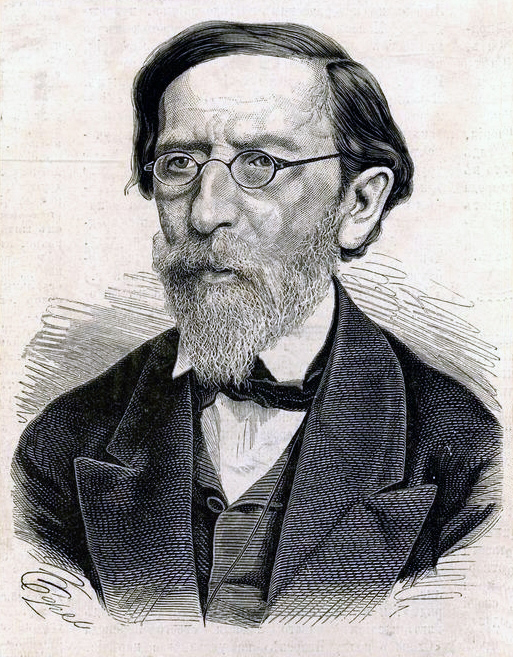
Mychajlo Maksymovytsj (1804–1873)
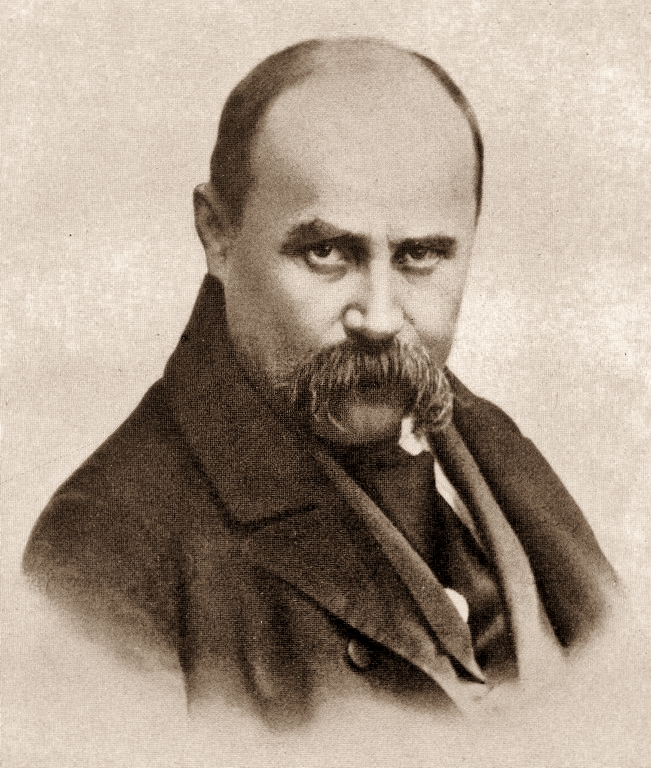
Taras Sjevtsjenko (1814–1861)
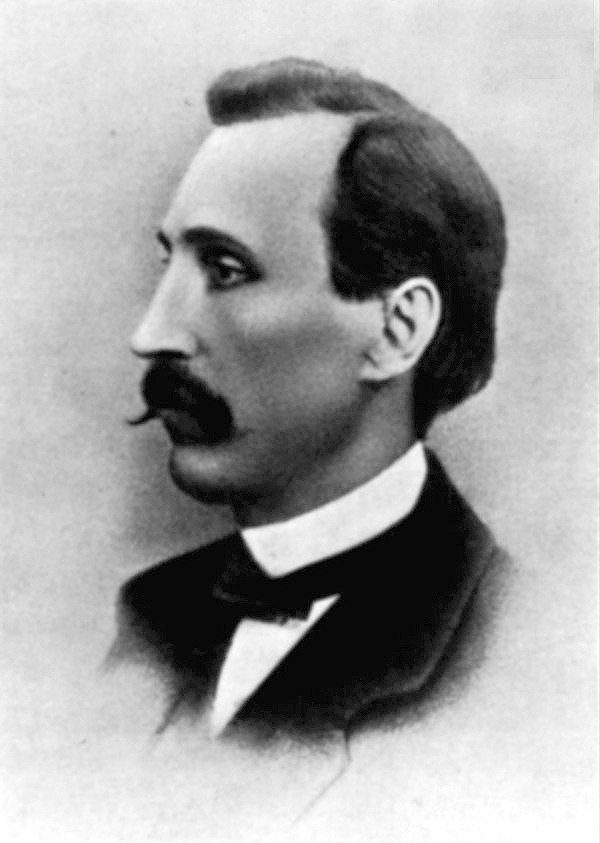
Pantelejmon Kulisj (1819–1897)
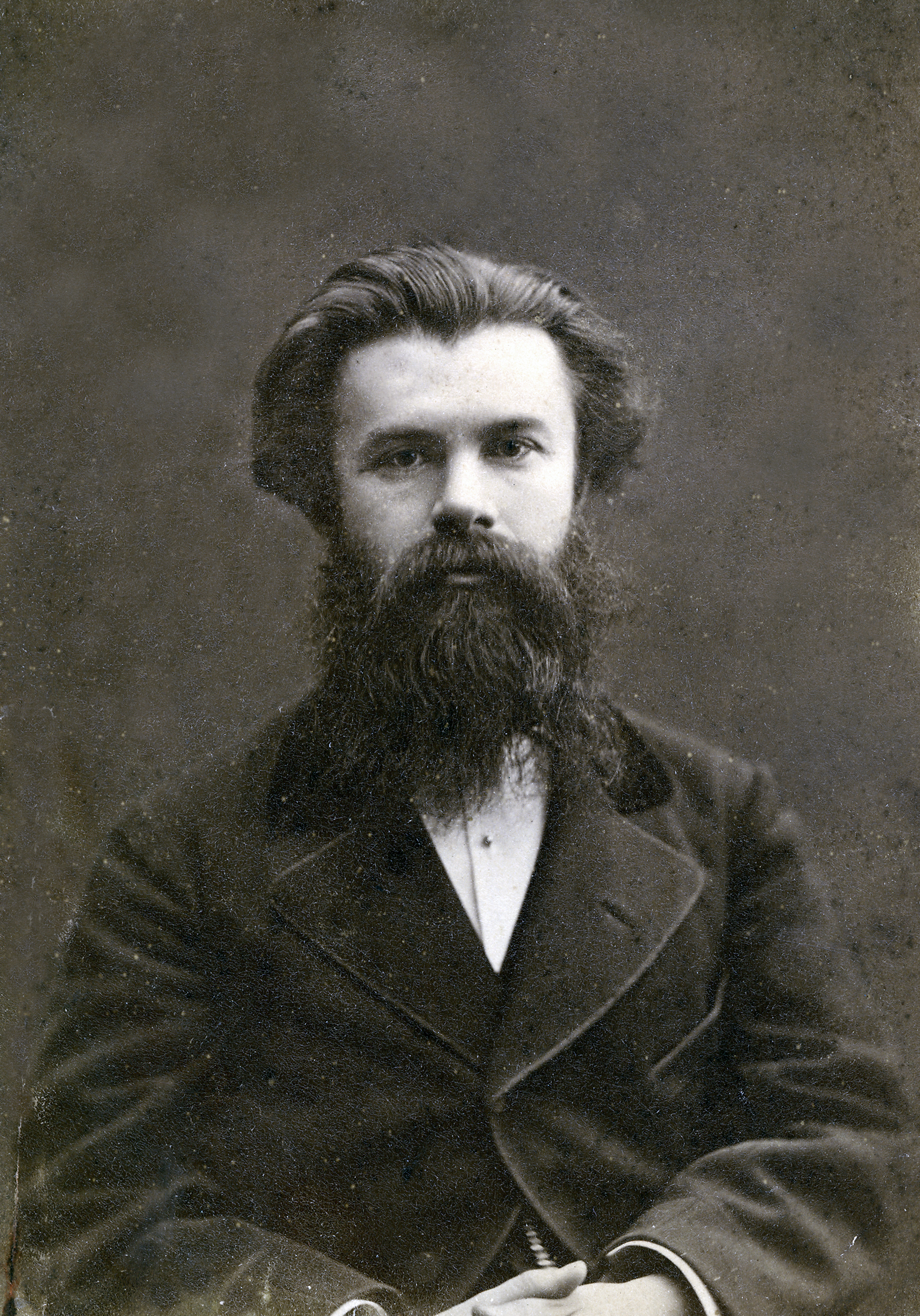
Mychajlo Drahomanov (1841–1895)
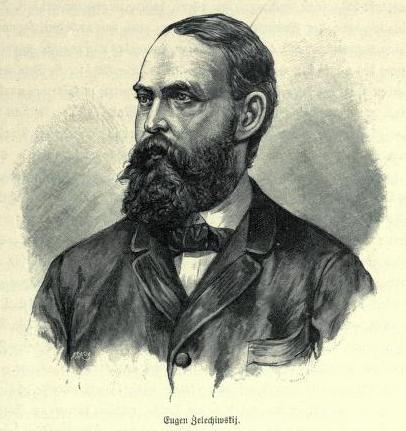
Jevhen Zjelechivsky (1844–1885)
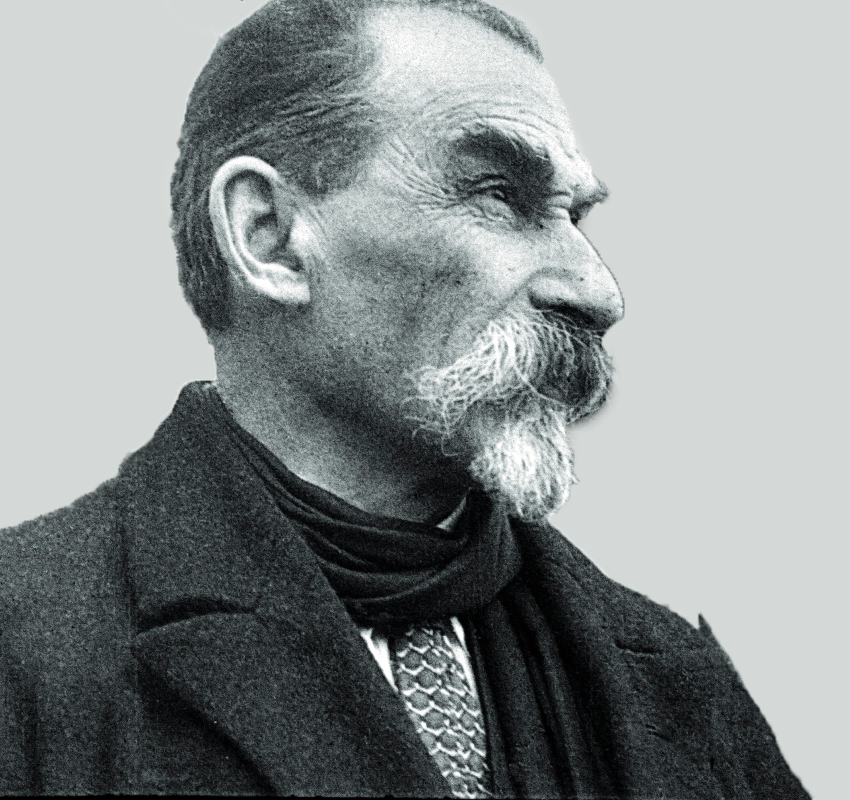
Mykola Skrypnyk (1872–1933)

## Namen en uitspraak van de letters
| Letter | Nederlandse transliteratie | IPA                                      | Oekraïens voorbeeld                    | Naam                        | Traditionele naam    | Herkomst |
| ------ | -------------------------- | ---------------------------------------- | -------------------------------------- | --------------------------- | -------------------- | --- |
| А а    | a                          | /ɑ/                                      | абетка (abetka) "alfabet"              | а /ɑ/                       | аз (az)              | Van de Griekse letter alfa (Α α) |
| Б б    | b                          | /b/, /b˙/                                | бабуся (baboesja) "oma"                | бе /bɛ/                     | буки (boeky)         | Van de Griekse letter beta (Β β) |
| В в    | v                          | /w/, /u̯/, /ʋ/                            | віл (vil) "os"                         | ве /wɛ/                     | віді (vidi)          | Van de Griekse letter beta (Β β) |
| Г г    | h                          | /ɦ/                                      | говорити (hovoryty) "praten"           | ге /ɦɛ/                     | глаголь (hlahol)     | Van de Griekse letter gamma (Γ γ) |
| Ґ ґ    | g                          | /ɡ/                                      | ґуля (goelja) "bult"                   | ґе /ɡɛ/                     | —                    | Afgeleid van de cursieve variant van de Griekse letter gamma (Γ γ). In de 14e eeuw werd deze klank weergeven middels de digraaf кг (кгрунт → ґрунт). De letter werd voor het eerst gebruikt in het Peresopnytsja-evangelie (1556-1561) en kreeg een plaats in de grammatica van Meletij Smotrytsky (1619). Vanaf 1933 tijdens de periode van russificatie verboden, in 1990 weer ingevoerd. Zeldzame letter, die nagenoeg uitsluitend wordt gebruikt in transliteraties van buitenlandse namen, leenwoorden en toponiemen. |
| Д д    | d                          | /d/, /dʲ/, /ɟː/, /d͡z/, /d͡zʲ/, /d͡ʒ/       | десь (des) "ergens"                    | де /dɛ/                     | добро (dobro)        | Van de Griekse letter delta (Δ δ) |
| Е е    | e                          | /ɛ/, /ɛ̝/                                 | церква (tserkva) "kerk"                | е /ɛ/                       | єсть (jest)          | Van de Griekse letter epsilon (Ε ε) |
| Є є    | je                         | /jɛ/ of /ʲɛ/                             | моє (moje) "mijn"                      | є /jɛ/                      | —                    | Lijkt op de oudcyrillische letter ѥ maar is daar niet direct van afgeleid. In werkelijkheid is een variant van de oudcyrillische letter e/є, die in de huidige betekenis (onderscheid tussen /jɛ/ en /ɛ/ met palatalisatie van de voorgaande medeklinker) voor het eerst werd gebruikt in 1837 in de almanak Rusalka Dněstrovaja (Oekr. Русалка Днѣстровая). Eerder werd de letter є in de Maksymovyč-orthografie gebruikt in plaats van de letter е (жєньци in plaats van женці).                                         |
| Ж ж    | zj                         | /ʒ/, /ʒʲː/, /d͡ʒ/                         | авжеж (avzjezj) "tuurlijk"             | же /ʒɛ/                     | живіте (zjyvite)     | Van de glagolitische letter živete (Ⰶ), die op haar beurt waarschijnlijk is ontleend aan de Koptische letter Ϫ ϫ. Het Griekse alfabet kent geen equivalent. |
| З з    | z                          | /z/, /zʲ/, /zʲː/, /d͡z/, /d͡zʲ/, /s/, /sʲ/ | забавка (zabavka) "speelgoed"          | зе /zɛ/                     | земля (zemlja)       | Van de Griekse letter zèta (Ζ ζ) |
| И и    | y                          | /ɪ̈/, /ɪ/, /ɪ̞/                            | писати (pysaty) "schrijven"            | и /ɪ̈/                       | іже (izje)           | Van de Griekse letter èta (Η η) |
| І і    | i                          | /i/, /ʲi/                                | ніч (nitsj) "nacht"                    | і /i/                       | і(жеї) i(zjeji)      | Van de Griekse letter jota (Ι ι), die op haar beurt is terug te voeren op de Fenicische letter 𐤉. Na 1818 is dit de enige letter geweest die in het Oekraïens werd gebruikt voor de klank /i/; voor die tijd werden ook de letters и , ѣ, ô, ê, û gebruikt. |
| Ї ї    | ji                         | /ji/                                     | країна (krajina) "gebied"              | ї /ji/                      | —                    | Officieel ingevoerd in de jaren 1874-1875 door P. Zjytetsky en K. Mychaltsjoek. Voor die tijd werden de letters ѣ, й en и gebruikt, bv. ѣжакъ → їжак, ии → її. |
| Й й    | j                          | /j/                                      | цей (tsej) "deze"                      | йот /jɔt/, й /ɪj/           | —                    | De letter и met een brevis, die in het Grieks diende om een korte klinker aan te duiden. Voor het eerst gebruikt voor de klank /j/ in de grammatica van Smotrytsky uit 1619. |
| К к    | k                          | /k/, /ɡ/                                 | канал (kanal) "kanaal"                 | ка /kɑ/                     | како (kako)          | Van de Griekse letter kappa (Κ κ) |
| Л л    | l                          | /l/, /lʲ/, /ʎː/                          | лити (lyty) "gieten"                   | ел /ɛl/                     | люди(є) (ljoedi(je)) | Van de Griekse letter lambda (Λ λ) |
| М м    | m                          | /m/                                      | місто (misto) "stad"                   | ем /ɛm/                     | мисліте (myslite)    | Van de Griekse letter mu (Μ μ) |
| Н н    | n                          | /n/, /nʲ/, /ɲː/                          | вагітна (vahitna) "zwanger"            | ен /ɛn/                     | нащ (nasjtsj)        | Van de Griekse letter nu (Ν ν) |
| О о    | o                          | /ɔ/, /o/                                 | вподобайка (vpodobajka) "vind-ik-leuk" | о /ɔ/                       | он (on)              | Van de Griekse letter omikron (Ο ο) |
| П п    | p                          | /p/, /p˙/                                | пес (pes) "hond"                       | пе /pɛ/                     | покой (pokoj)        | Van de Griekse letter pi (Π π) |
| Р р    | r                          | /r/, /rʲ/                                | родина (rodyna) "familie"              | ер /ɛr/                     | рци (rtsy)           | Van de Griekse letter rho (Ρ ρ) |
| С с    | s                          | /s/, /sʲ/, /sʲː/, /z/, /zʲ/              | серпень (serpen) "augustus"            | ес /ɛs/                     | слово (slovo)        | Van de Griekse letter sigma (Σ σ/ς) |
| Т т    | t                          | /t/, /tʲ/, /cː/, /d/, /dʲ/               | додаток (dodatok) "applicatie"         | те /tɛ/                     | твердо (tverdo)      | Van de Griekse letter tau (Τ τ) |
| У у    | oe                         | /u/, /u̯/                                 | дідусь (didoes) "opa"                  | у /u/                       | ук (oek)             | Oorspronkelijk een digraaf van de cyrillische letters о en ѵ, een imitatie van de Griekse weergave van de klank /u/ met de lettercombinatie ου. |
| Ф ф    | f                          | /f/                                      | фото (foto) "foto"                     | еф /ɛf/                     | ферт (fert)          | Van de Griekse letter phi (Φ φ) |
| Х х    | ch                         | /x/                                      | хворий (chvory) "ziek"                 | ха /xɑ/                     | хір (chir)           | Van de Griekse letter chi (Χ χ) |
| Ц ц    | ts                         | /t͡s/, /t͡sʲ/, /t͡sʲː/                      | цукор (tsoekor) "suiker"               | це /t͡sɛ/                    | ци (tsy)             | Herkomst onzeker. Vergelijkbare letters komen voor in diverse oude schriftsysteem, zoals het Ethiopische Geʽez-schrift, het Aramese schrift en de daarvan afgeleide schriften, zoals het Hebreewse en het Koptische alfabet. |
| Ч ч    | tsj                        | /t͡ʃ/, /t͡ʃʲː/, /d͡ʒ/                       | рукавичка (roekvytsjka) "handschoen"   | че /t͡ʃɛ/                    | черв (tsjerv)        | Mogelijk afgeleid van de Hebreeuwse letter tsaddie (צ), mogelijk ook dezelfde herkomst als de letter ц. Francysk Skaryna gebruikte de Griekse letter qoppa (Ϙ ϙ) in plaats van de letter ч. |
| Ш ш    | sj                         | /ʃ/, /ʃʲː/                               | шафа (sjafa) "kast"                    | ша /ʃɑ/                     | ша (sja)             | Herkomst onzeker. Vergelijkbare letters komen voor in diverse oude schriftsysteem, zoals het Ethiopische Geʽez-schrift (ሠ), het Aramese schrift (𐡔) en de daarvan afgeleide schriften, zoals het Hebreewse (ש) en het Koptische alfabet (ϣ). |
| Щ щ    | sjtsj                      | /ʃt͡ʃ/                                    | борщ (borsjtsj) "borsjt"               | ща /ʃt͡ʃɑ/                   | ща (sjtsja)          | Oorspronkelijk een ligatuur van de letters ш en т. In het Bulgaars wordt deze letter nog steeds uitgesproken als /ʃt/. |
| Ь ь    | j, –                       | /ʲ/                                      | кінь (kin) "paard"                     | м'який знак /mjɑˈkɪj ˈznɑk/ | єрь (jer)            | Hoogstwaarschijnlijk afkomstig van de oudcyrillische letter о met een streep erboven, of anders van de oudcyrillische letter і, die in het Oekraïens nog steeds wordt gebruikt. Op de letter ь zijn vervolgens de (in het Oekraïens afwezige) cyrillische letters ъ, ы en ѣ gebaseerd. |
| Ю ю    | joe                        | /ju/, /ʲu/                               | ключ (kljoetsj) "sleutel"              | ю /ju/                      | ю (joe)              | Komt overeen met de Griekse combinatie οι (omikron + jota). |
| Я я    | ja                         | /jɑ/, /ʲɑ/                               | я (ja) "ik"                            | я /jɑ/                      | малий юс (maly joes) | Afgeleid van de oudcyrillische letter ѧ ("kleine joes"), die afkomstig was uit het glagolitisch, waar ze vermoedelijk was ontleend aan Griekse ligaturen als εν of ον. De moderne vorm is ingevoerd door tsaar Peter de Grote. |
| ’      | —                          | —                                        | м'ясо (mjaso) "vlees"                  | апостроф /ɑˈpɔstrɔf/        | —                    | — |

Naast bovenstaande letters kent het Oekraïens ook twee digrafen die als één klank worden uitgesproken, te weten de affricaten дж en дз, uitgesproken als respectievelijk /d͡ʒ/ en /d͡z/. Voorbeelden: джміль (dzjmil) "hommel", бджола (bdzjola) "bij", дзвоник (dzvonyk) "belletje".

### Historische letters
Onderstaande tabel bevat letters die in het verleden in het Oekraïens zijn gebruikt, met hun hedendaagse equivalenten.
| Letter | Transliteratie | Modern equivalent | Naam                                        | IPA         |
| ------ | -------------- | ----------------- | ------------------------------------------- | ----------- |
| Ѥ ѥ    | je             | е, є              | йотоване е (jotovane e)                     | /jɛ/        |
| Ѕ ѕ    | (d)z           | з                 | (д)зіло ((d)zilo)                           | /z/, /zʲ/   |
| Ѡ ѡ    | o              | о                 | омега, о (omega, o)                         | /o/         |
| Ъ ъ    | —              | ’ (apostrof)      | жорсткий знак (zjorstky znak)               | —           |
| Ы ы    | y              | и                 | єри (jery)                                  | /ɪ/         |
| Ѣ ѣ    | ě              | і                 | ять (jat)                                   | /i/         |
| Ꙗ ꙗ    | ja             | я                 | йотоване а (jotovane e)                     | /jɑ/        |
| Ѧ ѧ    | ę              | я                 | малий юс (maly joes)                        | /ɛ̃/         |
| Ѫ ѫ    | ǫ              | у                 | великий юс (velyky joes)                    | /ɔ̃/         |
| Ѩ ѩ    | ję             | я                 | малий йотований юс (maly jotovany joes)     | /jɛ̃/        |
| Ѭ ѭ    | jǫ             | ю                 | великий йотований юс (velyky jotovany joes) | /jɔ̃/        |
| Ѱ ѱ    | ps             | пс                | псі (psi)                                   | /ps/, /psʲ/ |
| Ѯ ѯ    | ks             | кс                | ксі (ksi)                                   | /ks/, /ksʲ/ |
| Ѳ ѳ    | f              | ф                 | фіта (fita)                                 | /θ/, /f/    |
| Ѵ ѵ    | i, v           | і, в              | іжиця (izjytsja)                            | /i/, /v/    |
| Ё ё    | jo             | йо, ьо            | йо (jo)                                     | /jɔ/        |
| Ў ў    | ŭ              | в                 | коротке у (korotke oe)                      | /u̯/         |
| Э э    | e              | e                 | e (e)                                       | /e/         |

## Lettervormen en typografie

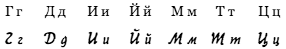
Het verschil tussen rechte en cursieve letters

In het geval van cyrillische drukletters zijn de kleine letters meestal een verkleinde versie van de corresonderende hoofdletters. Cursieve letters (Oekr. письмівка, pysmivka "schrijfletters") kunnen hiervan echter sterk afwijken en lijken meer op hun handgeschreven tegenhangers. Dat geldt met name voor de letters г/г, д/д, и/и, й/й, п/п en т/т.
Citaten staan doorgaans tussen aanhalingstekens zonder tussenliggende spatie, hetzij tussen guillemets (« »), hetzij tussen Duitse aanhalingstekens („ “):
| standaard     | alternatief     |
| ------------- | --------------- |
| «цитата»      | „цитата“        |
| U+00AB U+00BB | U+201E U+201F   |
| &#171; &#187; | &#8222; &#8223; |

## Codering van het Oekraïens
Er bestaan verschillende coderingssystemen voor het weergeven van Oekraïense tekst op computers:

### ISO 8859-5
In de codering ISO 8859-5 ontbreekt de letter ґ.

### KOI8-U
KOI8-U (voluit: Код обміну інформації 8 бітний — український "Code voor 8-bits informatie-uitwisseling - Oekraïens") is analoog aan ASCII. Het betreft een geoekraïniseerde versie van de Russische codering KOI8-R.

### Windows-1251
Windows-1251 werkt zowel voor het Oekraïense alfabet als voor andere cyrillische alfabetten.

### Unicode
In Unicode bevindt het Oekraïense alfabet zich in de codeblokken "Cyrillic" (U+0400 — U+04FF) en "Cyrillic (supplement)" (U+0500 — U+052F). In de volgende tabel staan de Oekraïense letters uitgelicht. Door met de cursor over een letter te bewegen, verschijnen de betreffende Unicode-informatie en de HTML-code.
| Eerste drie posities | Laatste positie | Laatste positie | Laatste positie | Laatste positie | Laatste positie | Laatste positie | Laatste positie | Laatste positie | Laatste positie | Laatste positie | Laatste positie | Laatste positie | Laatste positie | Laatste positie | Laatste positie | Laatste positie |
| Eerste drie posities | 0               | 1               | 2               | 3               | 4               | 5               | 6               | 7               | 8               | 9               | A               | B               | C               | D               | E               | F               |
| -------------------- | --------------- | --------------- | --------------- | --------------- | --------------- | --------------- | --------------- | --------------- | --------------- | --------------- | --------------- | --------------- | --------------- | --------------- | --------------- | --------------- |
| 040                  | Ѐ               | Ё               | Ђ               | Ѓ               | Є               | Ѕ               | І               | Ї               | Ј               | Љ               | Њ               | Ћ               | Ќ               | Ѝ               | Ў               | Џ               |
| 041                  | А               | Б               | В               | Г               | Д               | Е               | Ж               | З               | И               | Й               | К               | Л               | М               | Н               | О               | П               |
| 042                  | Р               | С               | Т               | У               | Ф               | Х               | Ц               | Ч               | Ш               | Щ               | Ъ               | Ы               | Ь               | Э               | Ю               | Я               |
| 043                  | а               | б               | в               | г               | д               | е               | ж               | з               | и               | й               | к               | л               | м               | н               | о               | п               |
| 044                  | р               | с               | т               | у               | ф               | х               | ц               | ч               | ш               | щ               | ъ               | ы               | ь               | э               | ю               | я               |
| 045                  | ѐ               | ё               | ђ               | ѓ               | є               | ѕ               | і               | ї               | ј               | љ               | њ               | ћ               | ќ               | ѝ               | ў               | џ               |
| 046                  | Ѡ               | ѡ               | Ѣ               | ѣ               | Ѥ               | ѥ               | Ѧ               | ѧ               | Ѩ               | ѩ               | Ѫ               | ѫ               | Ѭ               | ѭ               | Ѯ               | ѯ               |
| 047                  | Ѱ               | ѱ               | Ѳ               | ѳ               | Ѵ               | ѵ               | Ѷ               | ѷ               | Ѹ               | ѹ               | Ѻ               | ѻ               | Ѽ               | ѽ               | Ѿ               | ѿ               |
| 048                  | Ҁ               | ҁ               | ҂               | ҃                | ҄                | ҅                | ҆                | ҇                | ҈                | ҉                | Ҋ               | ҋ               | Ҍ               | ҍ               | Ҏ               | ҏ               |
| 049                  | Ґ               | ґ               | Ғ               | ғ               | Ҕ               | ҕ               | Җ               | җ               | Ҙ               | ҙ               | Қ               | қ               | Ҝ               | ҝ               | Ҟ               | ҟ               |
| 04A                  | Ҡ               | ҡ               | Ң               | ң               | Ҥ               | ҥ               | Ҧ               | ҧ               | Ҩ               | ҩ               | Ҫ               | ҫ               | Ҭ               | ҭ               | Ү               | ү               |
| 04B                  | Ұ               | ұ               | Ҳ               | ҳ               | Ҵ               | ҵ               | Ҷ               | ҷ               | Ҹ               | ҹ               | Һ               | һ               | Ҽ               | ҽ               | Ҿ               | ҿ               |
| 04C                  | Ӏ               | Ӂ               | ӂ               | Ӄ               | ӄ               | Ӆ               | ӆ               | Ӈ               | ӈ               | Ӊ               | ӊ               | Ӌ               | ӌ               | Ӎ               | ӎ               | ӏ               |
| 04D                  | Ӑ               | ӑ               | Ӓ               | ӓ               | Ӕ               | ӕ               | Ӗ               | ӗ               | Ә               | ә               | Ӛ               | ӛ               | Ӝ               | ӝ               | Ӟ               | ӟ               |
| 04E                  | Ӡ               | ӡ               | Ӣ               | ӣ               | Ӥ               | ӥ               | Ӧ               | ӧ               | Ө               | ө               | Ӫ               | ӫ               | Ӭ               | ӭ               | Ӯ               | ӯ               |
| 04F                  | Ӱ               | ӱ               | Ӳ               | ӳ               | Ӵ               | ӵ               | Ӷ               | ӷ               | Ӹ               | ӹ               | Ӻ               | ӻ               | Ӽ               | ӽ               | Ӿ               | ӿ               |
| 050                  | Ԁ               | ԁ               | Ԃ               | ԃ               | Ԅ               | ԅ               | Ԇ               | ԇ               | Ԉ               | ԉ               | Ԋ               | ԋ               | Ԍ               | ԍ               | Ԏ               | ԏ               |
| 051                  | Ԑ               | ԑ               | Ԓ               | ԓ               | Ԕ               | ԕ               | Ԗ               | ԗ               | Ԙ               | ԙ               | Ԛ               | ԛ               | Ԝ               | ԝ               | Ԟ               | ԟ               |
| 052                  | Ԡ               | ԡ               | Ԣ               | ԣ               | Ԥ               | ԥ               | Ԧ               | ԧ               | Ԩ               | ԩ               | Ԫ               | ԫ               | Ԭ               | ԭ               | Ԯ               | ԯ               |

### Websites en XML
In HTML en XML kan de Oekraïense taal worden gespecificeerd met behulp van de IETF-tag uk (in HTML: lang="uk", in XML: xml:lang="uk"). Hoewel dit meestal niet strikt noodzakelijk is, kan eventueel ook een subtag worden toevoegd, bijvoorbeeld om onderscheid te maken tussen Oekraïens in het cyrillische alfabet (uk-Cyrl) en Oekraïens in het Latijnse alfabet (uk-Latn).

## Toetsenbordindeling
De gebruikelijke toetsenbordindeling op PC's ziet er als volgt uit: